# Angelo Ricapito
Angelo Ricapito (Giovinazzo, 6 ottobre 1923 – San Polo di Arezzo, 14 luglio 1944) è stato un militare, aviatore e partigiano italiano, insignito della medaglia d'oro al valor militare alla memoria nel corso della seconda guerra mondiale.

## Biografia
Nacque a Giovinazzo il 6 ottobre 1923. Mentre studiava presso l'Istituto tecnico commerciale di Zara, nell'aprile 1943 fu arruolato nella Regia Aeronautica per il servizio militare di leva in qualità di aviere governo. Inviato al centro d'istruzione di San Pietro di Gorizia, fu poi mandato nel giugno successivo al battaglione presidiario della 2ª Squadra aerea a Padova e nel mese di agosto trasferito presso l'aeroporto di Zemonico, sito nel territorio della Jugoslavia occupata. Dopo la firma dell'armistizio dell'8 settembre 1943 riuscì a raggiungere la propria famiglia a Zara e poi, raggiunto l'Appennino toscano, si aggregò ad una banda partigiana operante in Casentino, formata da Elio Cini. Alla fine di aprile del 1944 fu inquadrato nel II battaglione, operante nei dintorni del monte Favalto e facente capo alla 23ª Brigata Garibaldi "Pio Borri", della quale brigata divenne poco dopo vicecomandante. Nella seconda metà del mese di giugno era incaricato di sorvegliare i prigionieri tedeschi e fascisti concentrati nel campo di Marzana e di accompagnarli a Cortona, per consegnarli alle truppe alleate già arrivate nella zona. Compiuta la missione, tornò in linea e il 29 giugno, in uno scontro a fuoco a Molino dei Falchi, fu catturato dai tedeschi. Dopo essere stato seviziato, venne ucciso il 14 luglio insieme ad altri 47, tra partigiani e civili, nella cosiddetta strage di San Polo alle porte di Arezzo.
Una via di Fiumicino porta il suo nome.

### Fonti
1. 1 2  Ufficio Storico dell'Aeronautica Militare 1969, p. 245.
2. 1 2 3 4  Combattenti Liberazione.
3. 1 2 3 4  Provincia di Arezzo - Progetto Memoria.
4. ↑  Quirinale.it
5. ↑  Bollettino Ufficiale 1953, disp.3, pag.183.